# Brachineura fuscogrisea
Brachineura fuscogrisea är en tvåvingeart som beskrevs av Camillo Rondani 1840. Brachineura fuscogrisea ingår i släktet Brachineura och familjen gallmyggor.
Artens utbredningsområde är Italien. Inga underarter finns listade i Catalogue of Life.